# Giancarlo Vigorelli
Giancarlo Vigorelli (Milano, 21 giugno 1913 – Marina di Pietrasanta, 16 settembre 2005) è stato un critico letterario, giornalista e scrittore italiano.

## Biografia
Saggista, docente all'Università Cattolica di Milano, valutato tra i maggiori critici letterari italiani, sviluppò negli anni ampi studi sulle opere manzoniane, divenendo uno dei principali conoscitori delle opere dello scrittore lombardo. Fondò e diresse la rivista L'Europa letteraria; diventò vicepresidente dell'Istituto Luce.
Negli ultimi anni del regime fascista venne destituito dall'insegnamento, avendo condiviso, in senso democratico, le posizioni dei poeti dell'Ermetismo.

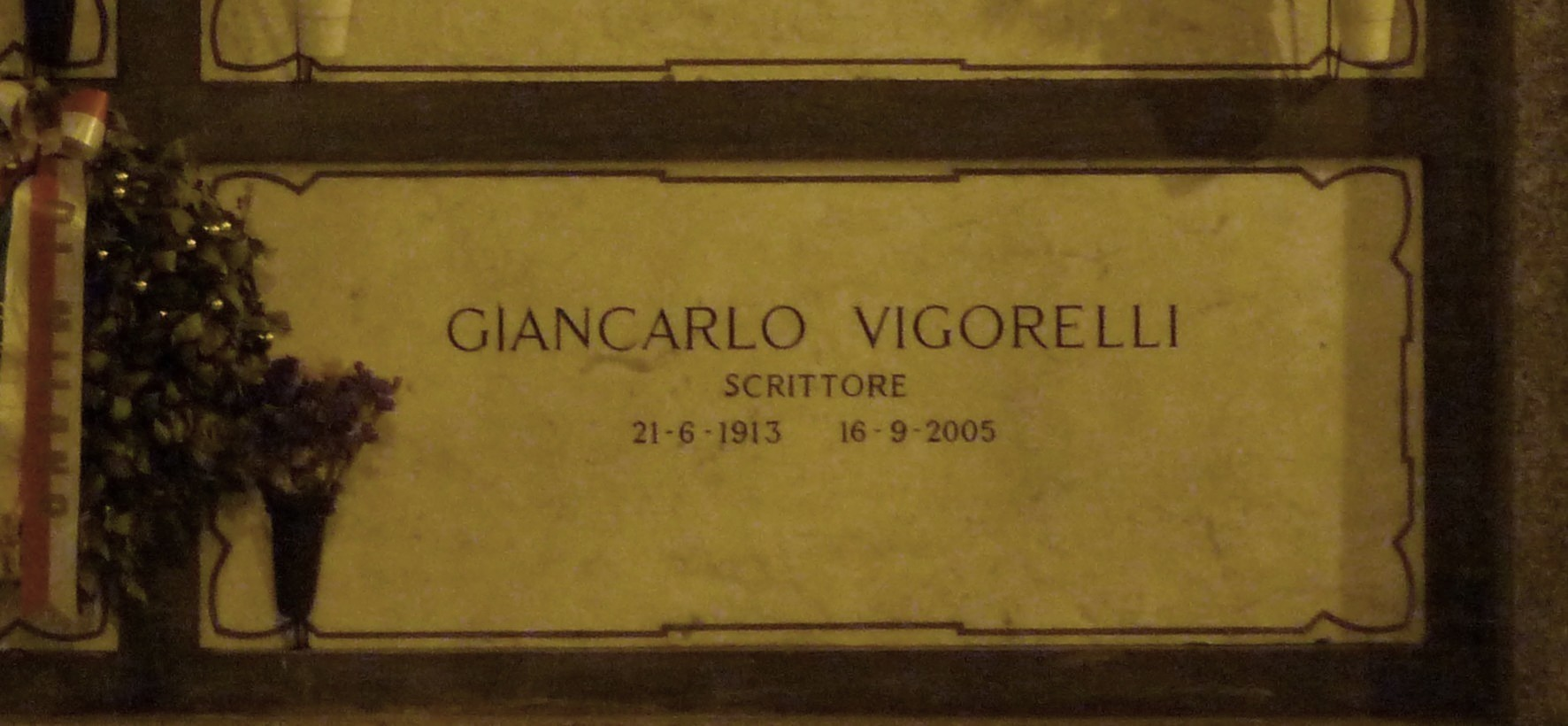
La tomba definitiva di Vigorelli al Cimitero Monumentale di Milano

Tra i fondatori del Corriere Lombardo, diresse successivamente il quotidiano Momento e il settimanale Oggi, per poi passare a una rivista in proprio, L'Europa letteraria, che si rifaceva ai migliori modelli francesi e che ha accompagnato, dal '58 al '68, la sua intensa attività di segretario generale della Comunità europea degli Scrittori. In qualità di segretario generale della Comunità europea degli scrittori, in giugno 1967 intervenne nel dibattito intorno ad una lettera scritta da Alexander Solzenicyn ai membri del IV Congresso degli scrittori dell'URSS, con l'espressione del proprio sostegno all'autore sovietico. Collaborò negli anni a vari quotidiani nazionali, nelle vesti di giornalista culturale: La Stampa, Il Frontespizio, il Giornale; fu per decenni critico letterario sul mondadoriano Tempo e nel 1960 vinse il Premio Saint Vincent per il giornalismo. Ricevette il Premio Nazionale Letterario Pisa alla carriera.
Nel 1975 Vigorelli scrisse sul quotidiano Il Giorno: «Anche Fo sa di avere in pancia l'incubo dei suoi trascorsi fascisti», riferendosi all'adesione alla Repubblica Sociale Italiana di Dario Fo: il celebre drammaturgo querelò il giornalista e il quotidiano per diffamazione e la vicenda si concluse con la pubblicazione di una rettifica.
Venne tumulato in un colombaro al Cimitero Maggiore di Milano nell'attesa di essere trasferito, per pressione della moglie Carla Tolomeo e di alcune personalità della cultura, nella cripta del Famedio del Cimitero Monumentale.

## Pensiero
"Nella sua illuminata riscoperta del Manzoni — frequentato fin dal '54 con opere come «Il Manzoni e il silenzio dell'amore» - è confluito il meglio del suo cattolicesimo non inerte, illuminato dalle fonti francesi, Péguy e Claudel, Green e Bernanos, Teilhard De Chardin e Mounier e De Rougemont: Manzoni come la sintesi di un'esperienza cristiana che l'aveva condotto a condividere nel secondo Novecento le inquietudini della sinistra cattolica, a sostenere le speranze di rinnovamento del Vaticano II, ad anticipare le ragioni dell'incontro fra cattolici e socialisti e a coltivare con appassionata costanza il dialogo coi laici, da Gobetti a Gramsci, da Salvemini a Spadolini".

## Pubblicazioni
- Bandello (1942, biografia di Matteo Bandello)
- Eloquenza dei sentimenti (1943)
- Un omaggio a Prezzolini (1954)
- Il Manzoni e il silenzio dell'amore (1954)
- Gronchi: battaglie di ieri e di oggi (1956), Premio Viareggio Saggistica[5]
- Domande e risposte per la nuova Cina (1958)
- Carte francesi (1959)
- Il gesuita proibito (1963, prima presentazione in Italia della vita e delle idee di Pierre Teilhard de Chardin)
- La terrazza dei pensieri (1967)
- Il peccato e le altre opere - Ritratto di Boine (1971)
- Manzoni pro e contro (1976)
- Carte d'Identità -il novecento letterario italiano in 21 ritratti indiscreti. Milano, Camunia, 1989.
- L'Europa Letteraria; a cura di Martina Vodola. Torino, Aragno editore, 2021.

## Filmografia

### Sceneggiatura
- Gente così di Fernando Cerchio (1949) anche soggetto

### Doppiatore
- Paolo Bonacelli in Salò o le 120 giornate di Sodoma (1975) di Pier Paolo Pasolini